# New Patriotic Party
Die New Patriotic Party (NPP) wurde 1992 in Ghana von Unterstützern des früheren Premierministers Kofi Abrefa Busia gegründet. Daneben sieht sich die NPP in der Tradition des J.B. Danquah, dem Parteiführer der 1947 gegründeten United Gold Coast Convention (UGCC), die als nationalistische Reformbewegung maßgeblich am Entstehen des Unabhängigkeitsprozesses beteiligt war.
Der ehemalige Präsident Ghanas John Agyekum Kufuor wurde ebenso von der Regierungspartei gestellt wie die Minister der Regionalparlamente. Bei den Parlamentswahlen in Ghana am 7. Dezember 2016 errang die New Patriotic Party die absolute Mehrheit von 171 Sitzen. Die gleichzeitig stattfindenden Präsidentschaftswahlen konnte der Kandidat der NPP, Nana Akufo-Addo, für sich entscheiden.

## Politische Ausrichtung
Die New Patriotic Party gilt heute als liberaler als der National Democratic Congress. Mitbegründer und früherer Präsidentschaftskandidat war der international bekannte Historiker Albert Adu Boahen († 2006), sowie der Bankier und Minister im Kabinett von Präsident Kufuor Yaw Osafo-Maafo.

## Logo
Das Parteisymbol ähnelt einer Fahne mit von oben nach unten einem roten, einem weißen und einem blauen horizontalen Streifen. Der weiße Streifen verdickt sich in der Mitte der Fahne kreisrund und enthält in blau die stilistierte Abbildung eines Elefanten.

## Bekannte Mitglieder
- Aaron Mike Oquaye (* 1944)
- Abraham Ossei Aidooh
- Papa Owusu-Ankomah (* 1957)

### Parteivorsitzende
(Chairman of the NPP)
- ab 1992: Bernard Joao da Rocha
- im Jahr 2000: Samuel Arthur Odoi-Sykes
- im Jahr 2005: Harona Esseku

### Generalsekretäre
- im Jahr 1994: Agyenim Boateng
- in den Jahren 2000, 2004: Daniel Botwe (Dan Botwe)
- im Jahr 2005: Eddie Annan (ad interim)

## Wahlergebnisse

### Parlamentswahlen
| Jahr | Stimmen   | Stimmanteil | Sitze     | Ergebnis   | Belege      |
| ---- | --------- | ----------- | --------- | ---------- | ----------- |
| 1996 |           |             | 60 / 200  | Opposition | [ 2 ]       |
| 2000 | 2.937.386 | 45,0 %      | 99 / 200  | Regierung  | [ 2 ]       |
| 2004 | 4.212.844 | 49,0 %      | 128 / 230 | Regierung  | [ 3 ] [ 2 ] |
| 2008 |           |             | 107 / 230 | Opposition | [ 2 ]       |
| 2012 | 5.248.862 | 47,5 %      | 123 / 275 | Opposition | [ 4 ]       |
| 2016 | 5.661.248 | 52,5 %      | 169 / 275 | Regierung  | [ 5 ]       |
| 2020 | 6.651.028 | 50,4 %      | 137 / 275 | Regierung  | [ 6 ]       |
| 2024 | TBD       | TBD         | TBD       | Opposition |             |

### Präsidentschaftswahlen
Die Partei stellte mit John Agyekum Kufuor und Nana Akufo-Addo bisher zwei Präsidenten.
| Jahr | Kandidat            | Stimmen   | %                    | Position | Belege |
| ---- | ------------------- | --------- | -------------------- | -------- | ------ |
| 1992 | Albert Adu Boahen   | 1.204.764 | 30,3 %               | 2        | [ 2 ]  |
| 1996 | John Agyekum Kufuor | 2.834.878 | 39, 7 %              | 2        | [ 2 ]  |
| 2000 | John Agyekum Kufuor | 3.631.263 | 56,9 % (2. Wahlgang) | 1        | [ 2 ]  |
| 2004 | John Agyekum Kufuor | 4.524.074 | 52,4 %               | 1        | [ 2 ]  |
| 2008 | Nana Akufo-Addo     | 4.480.446 | 49,8 % (2. Wahlgang) | 2        | [ 2 ]  |
| 2012 | Nana Akufo-Addo     | 5.248.898 | 47,7 %               | 2        |        |
| 2016 | Nana Akufo-Addo     | 5.755.758 | 53,7 %               | 1        |        |
| 2020 | Nana Akufo-Addo     | 6.730.587 | 51,3 %               | 1        |        |
| 2024 | Mahamudu Bawumia    | TBD       | TBD                  | 2        |        |